# Via Regia (Sacro Romano Impero)

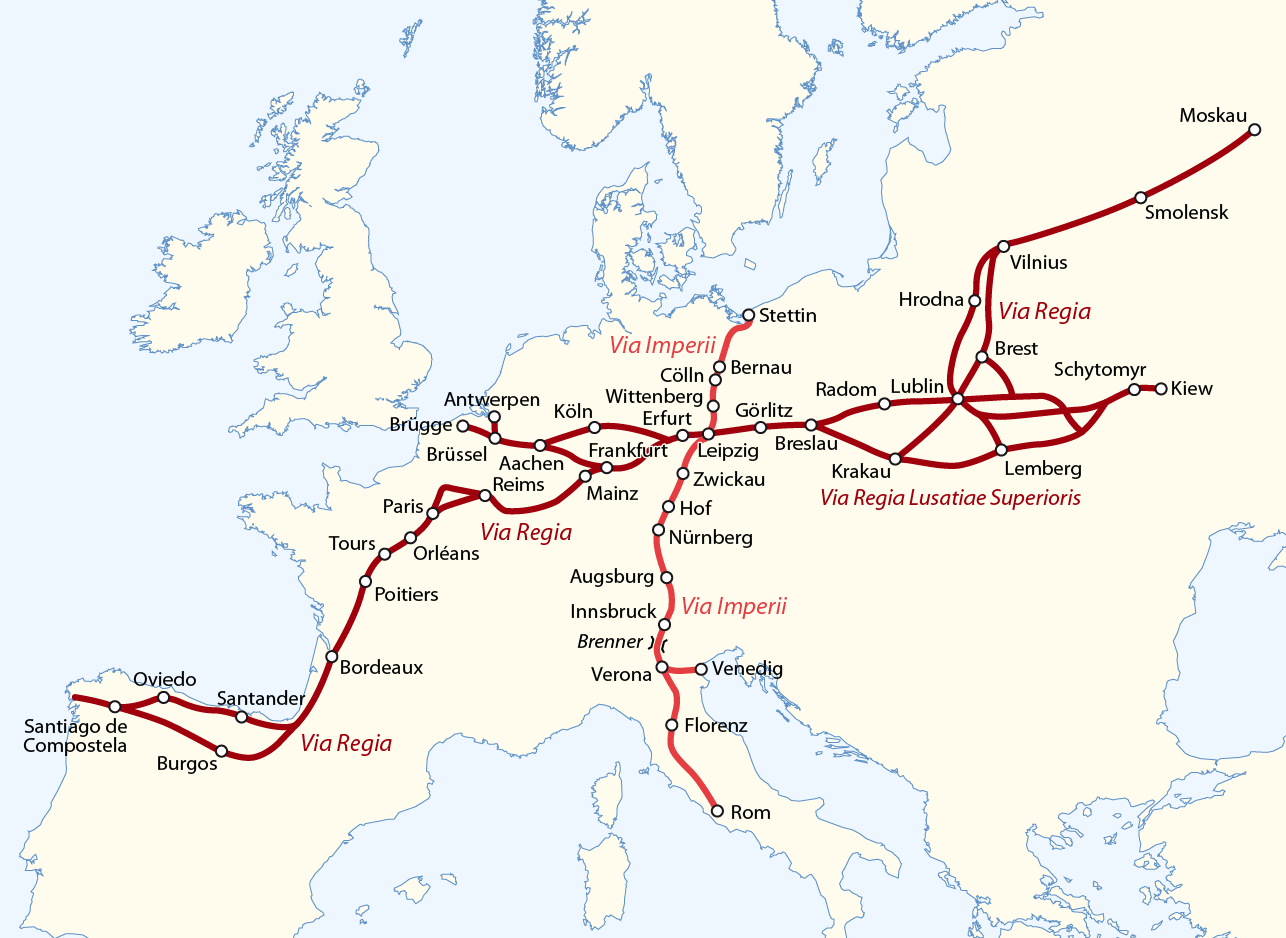
Percorso della Via Regia e della Via Imperii in Europa; la più lunga è quella in direzione in Est-Ovest tra Kiev (odierna Ucraina) o Mosca e Santiago di Compostela (Spagna)

Via Regia fu originariamente una via diretta nel sistema stradale del medioevo. Nel Sacro Romano Impero vi erano vie commerciali che si trovavano sotto la protezione dell'autorità regale centrale. Esse si trovavano anche in particolari condizioni di tranquillità. 
Di queste vie ve n'erano molte nel territorio del Sacro Romano Impero, per esempio la Via Regia da Stettino attraverso Menzlin a Wismar, Lubecca e Amburgo, le più importanti vie in direzione Est-Ovest nel nord dei territori d'insediamento degli slavi occidentali. Presso Menzlin essa attraversa la valle del fiume Peene.
Via Regia o Via Regina viene anche chiamata la strada lungo la riva occidentale del lago di Como.

## Via Regia Reno–Slesia, anche detta "Strada Alta"

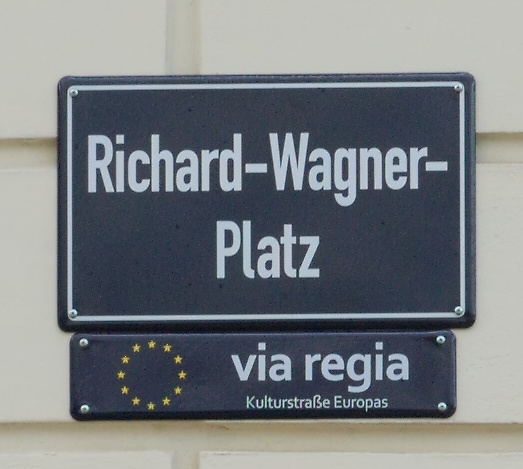
Indicazione stradale a Lipsia.

Nel 1252 essa viene citata per la prima volta in un documento originale del margravio Enrico III di Meißen come strata regia. Però le sue origini risalgono già tra l'VIII e il IX secolo. Nel corso dei secoli la "Strada Alta" si spostò nelle valli dei fiumi per coinvolgere anche le città. Dopo la sconfitta del potere centrale regale nella Germania centrale a seguito della battaglia di Lucka del 1307, essa perse le sue prerogative regali; dal XIV secolo a questa strada non fu più applicato il nome di Via Regia.
La strada tuttavia, nonostante la sconfitta, continuò ad essere chiamata, in quel solo tratto, "Strada Alta". Essa rimase ora sotto il controllo signorile (tra gli altri, del re di Boemia nell'Oberlausitz, dei principi elettori sassoni della Germania centrale, l'Abbazia di Fulda, nell'Assia, la diocesi di Magonza sul Reno) e fu privilegiata come via obbligatoria.

### Strada commerciale

Tracciato della durch die kurzen Hessen e della durch die langen Hessen

La strada aveva un grande significato economico per il commercio interregionale e lo scambio di merci. Da ovest provenivano le tovaglie delle Fiandre, da est il legno, le pelli, la cera e il miele, e il centro contribuiva con il gualdo del Thüringer Becken come i prodotti da costruzione dell'Alta Sassonia. La Via Regia creò anche il collegamento diretto tra le due grandi città fieristiche tedesche: Francoforte sul Meno e Lipsia. Due altre importanti strade fra le città fieristiche erano la durch die kurzen Hessen e la durch die langen Hessen.

### Strada militare
La strada fu percorsa più volte dalle armate. Nel suo "bacino d'utenza" si trovano luoghi di molte battaglie: la battaglia di Breitenfeld del 1631 e quella del 1642, la battaglia di Lützen del 1632, la battaglia di Roßbach, la battaglia di Hochkirch, la battaglia di Bergen, la battaglia di Jena, la battaglia di Bautzen, la battaglia di Lützen del 1813, la battaglia di Lipsia e la battaglia di Hanau. Dopo la sconfitta di Napoleone Bonaparte l'importanza della strada diminuì notevolmente, quando, a causa del rimpicciolimento del territorio dello stato di Sassonia a seguito del Congresso di Vienna, la via obbligata a favore di Lipsia non era più attuale. La "marcia della morte" dal campo di concentramento di Adlerwerke (Francoforte) a quello di Buchenwald seguì, nel marzo 1945, la Via Regia da Francoforte a Hünfeld.

### Strada di pellegrini
Un gran numero di pellegrini, che partecipavano al pellegrinaggio del santuario di Aquisgrana, utilizzavano questa strada. Ad Eisenach piegavano sulla durch die langen Hessen verso Marburgo e Colonia. Testimonianze dei pellegrinaggi verso Santiago di Compostela si trovano, tra le altre, da Breslavia, Görlitz, Großenhain, Lipsia, Erfurt, Gotha, Vacha, Fulda, Francoforte sul Meno e Magonza.

### Strada della cultura europea
Nel 2005 la Via Regia fu dichiarata dal Consiglio d'Europa "strada della cultura europea".

### Percorso

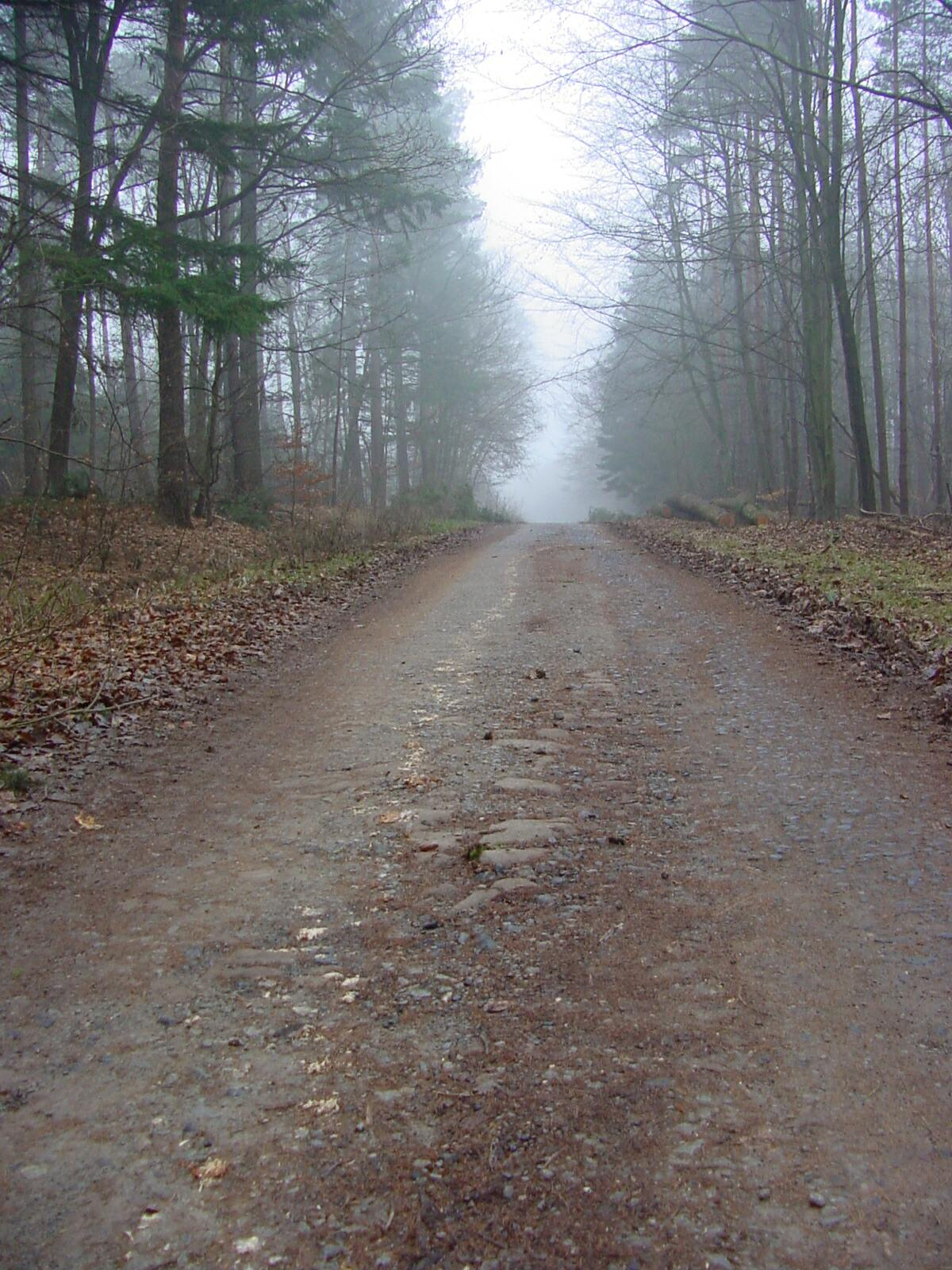
Via Regia, antica strada militare tra Fulda e Neuhof

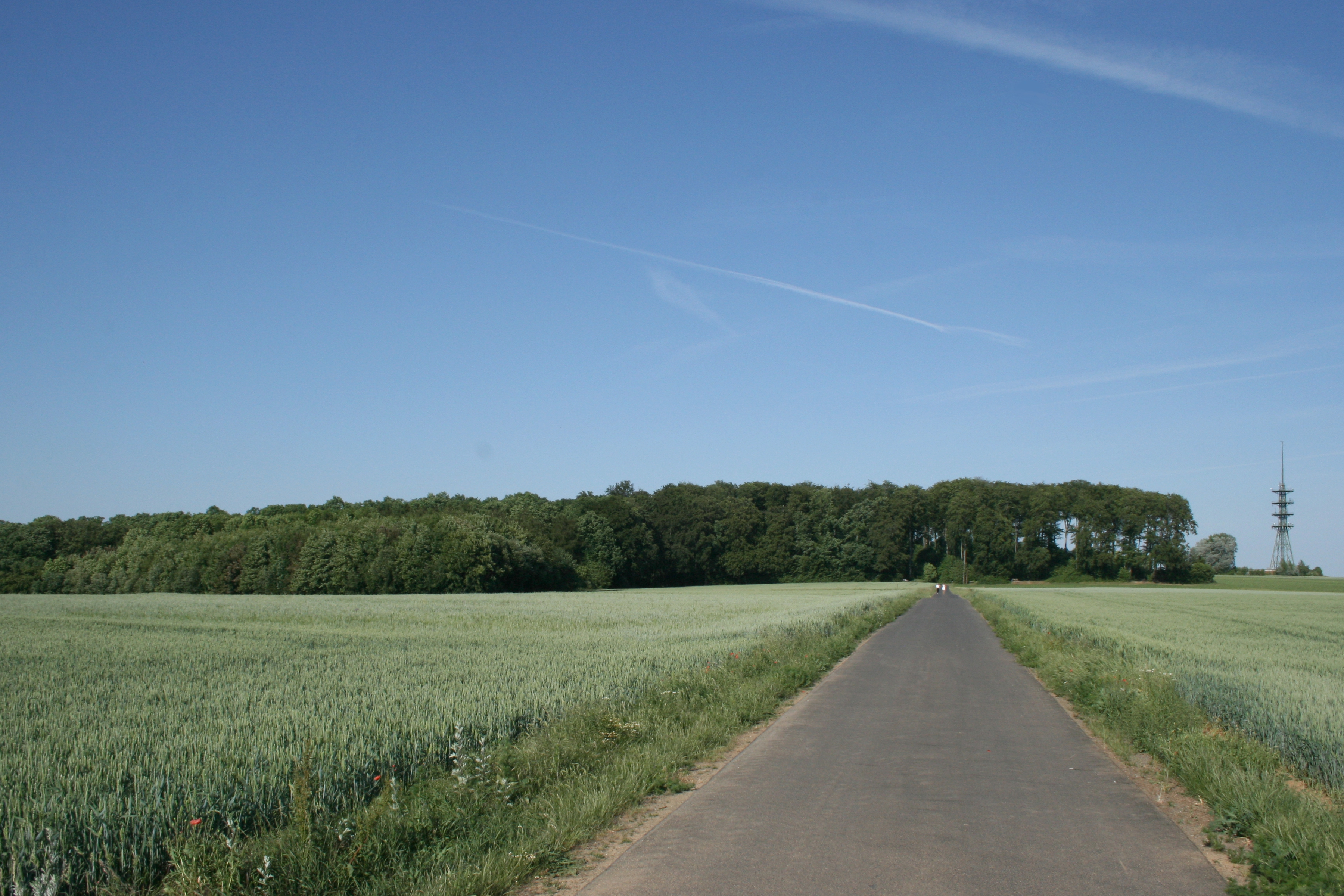
"Strada Alta", sguardo sulla Piccola Loh al di sopra della valle del Meno

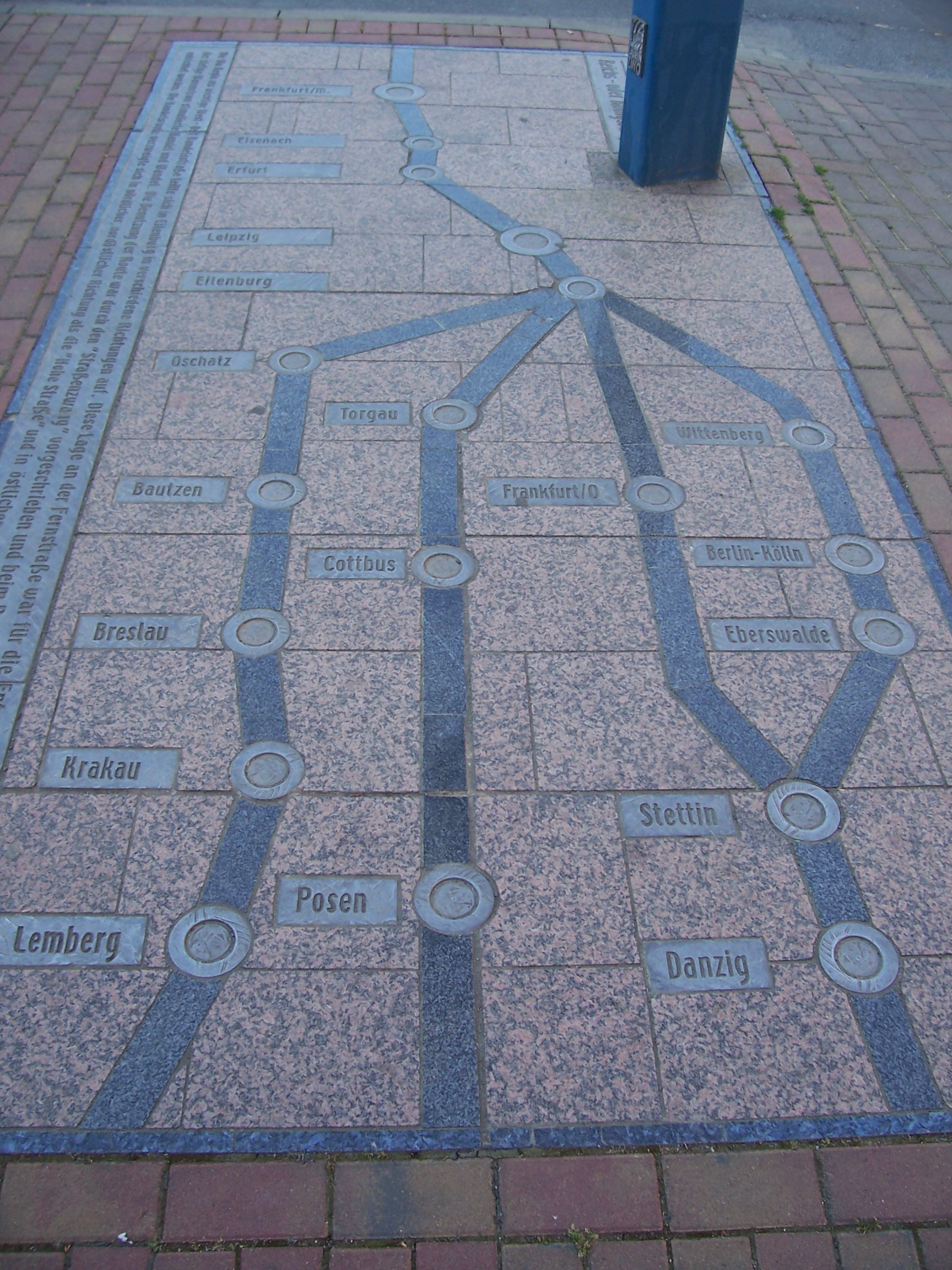
Mappa del percorso della Via Regia Reno-Slesia a Eilenburg

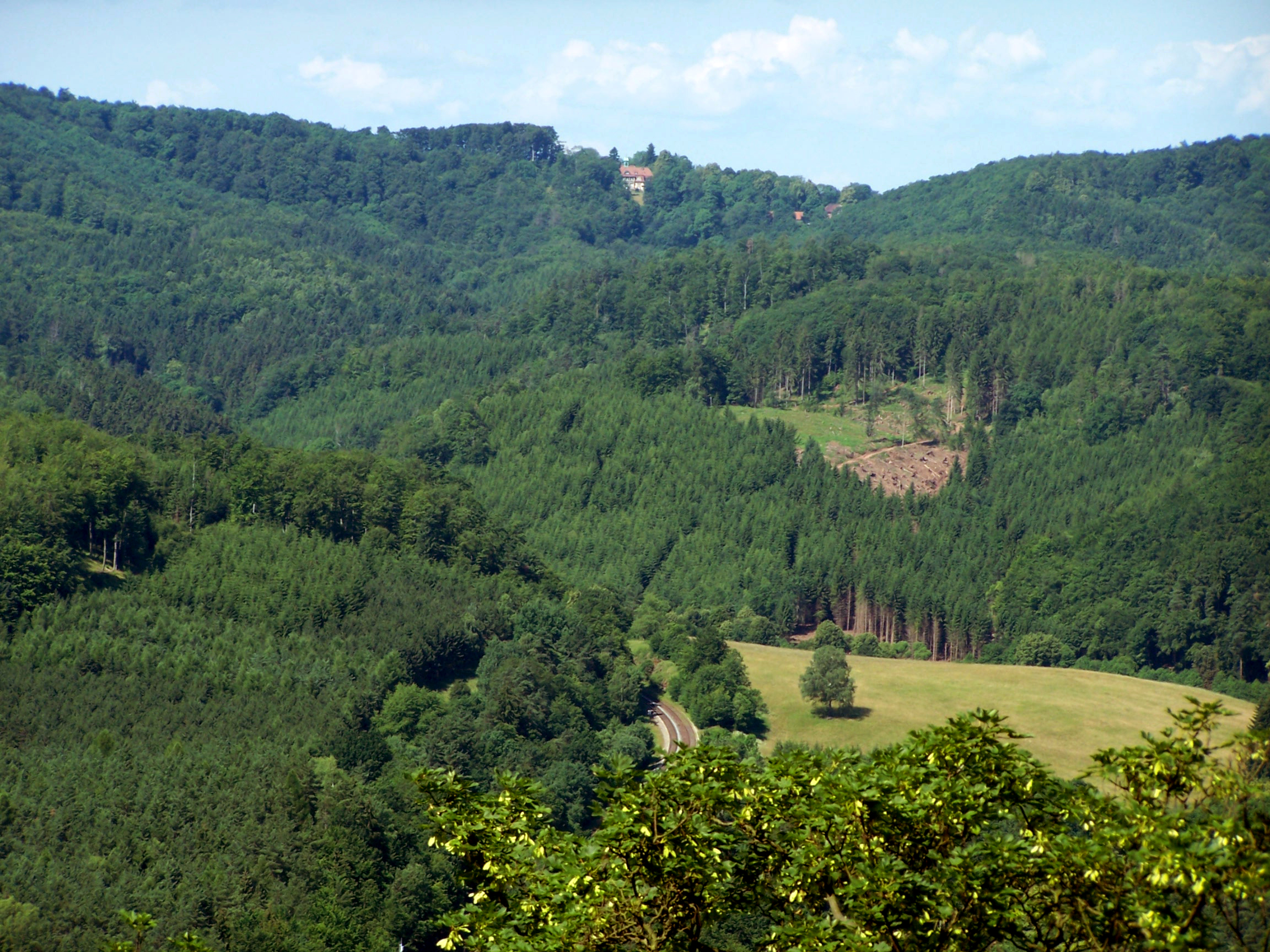
Sguardo sulla salita Clausberger Pass

Essa corre dal Reno passando per Francoforte sul Meno, Hanau (Valle del Kinzig), Gelnhausen, Steinau an der Straße, Neuhof, Fulda, Hünfeld, Eisenach, Erfurt, Eckartsberga, in Bad Kösen attraverso il ponte sulla Saale verso Naumburg (Saale), Weißenfels, Lipsia, Grimma, Eilenburg, Großenhain, Königsbrück, Kamenz, Bautzen e Görlitz verso Breslavia in Slesia.
Oggi il percorso storico della Via Regia è segnato da numerose strade federali (Bundesstraße)
- tra Hünfeld e Eisenach dalla Bundesstraße 84
- tra Eisenach e Erfurt dalla Bundesstraße 7
- tra Eckartsberga e Eilenburg oltre Lipsia dalla Bundesstraße 87
- tra Lipsia e Görlitz a tratti dalla Bundesstraße 6.
- In Hanau si diramano dalla Via Regia sia la Kinzigtalstraße (Langenselbold, Gelnhausen, Schlüchtern) come la Birkenhainer Straße (come Strada Alta oltre lo Spessart), nelle direzioni est e sud.

#### Magonza–Lipsia
Iniziando da Magonza, la strada correva parallela al Meno fino a Höchst (antica Elisabethenstraße) attraverso il territorio del Principato di Magonza. Di lì seguiva un antico tracciato oltre il Nidda presso Nied e attraverso il bosco di Nied (Rödelheimer Straße, oggi Oeserstraße), a Rebstock (quartiere di Francoforte), ove, attraverso la collina di Ginnheim passava il Biegwald (Biegweg), quindi verso nord passando per Francoforte-Bockenheim attraverso Dornbusch (Marbachweg) e Lohrberg fino a Bergen-Enkheim. Di qui teneva la via sul crinale tra la Nidder e il Kinzig.
Essa andava da Bergen tra Kilianstädten (Schöneck) e Roßdorf (Bruchköbel) oltre Ostheim (Nidderau) fin oltre Marköbel (Hammersbach), dove la strada, ai tempi dei Romani, attraverso il castrum di Marköbel e il confine germanico-retico, conduceva fuori del territorio controllato dai Romani. Val la pena di notare che la disposizione dei lunghi tratti del confine su questo attraversamento fa ritenere l'esistenza di una strada prima del periodo romano.
Oltre le alture fra Langen-Bergheim (Hammersbach) e Altwiedermus Ronneburg, la strada correva di nuovo oltre Diebach am Haag (Büdingen) e Herrnhaag (Büdingen).
Di qui in avanti la strada correva come Reffenweg tra Lorbach e Vonhausen oltre il Großer Reffenkopf, attraverso il bosco di Büding. Uscendo dal bosco, la strada correva nuovamente tra Rinderbügen (Büdingen) e Waldensberg (Wächtersbach), passava per Leisenwald (Wächtersbach), Hitzkirchen (Kefenrod e Hettersroth  (Birstein) e tra Oberreichenbach (Birstein) e Unterreichenbach (Birstein) attraverso la contea di Isenburg-Büdingen fino a Radmühl (Freiensteinau), dove attraversava il fiume Salz e dove attraversava l'antica Ortesweg. Tra la Salz e Freiensteinau, Reichlos (Freiensteinau) e attraverso Hauswurz (Neuhof) e Brandlos (Hosenfeld) piegava il tratto di strada (Alte Straß) di nuovo verso nord passava da Giesel (Neuhof verso la Fulda che attraversava tramite guado a Kämmerzell (Fulda). La "Strada Alta" si riuniva quindi presso Hünfeld con il tracciato più recente oltre Francoforte e attraverso la valle del Kinzig. Presso Vacha attraversava il Werra o attraverso un ponte in pietra o tramite i numerosi guadi ivi presenti.
Molti tracciati conducevano da Vacha ad Eisenach: oltre l'incrocio di Vitzeroda (Berka/Werra) e Marksuhl o Herda (Berka/Werra)- Oberellen (Gerstungen) la via principale raggiungeva la Selva di Turingia con i passi di Vachaer Stein e di Clausberg (Gerstungen). Da Eisenach la strada conduceva subito al confine della valle della Nesse e dell'Hörselberg oltre Lupnitz e Haina (Wallburgen im Hainaer Holz) o Sättelstädt (Hörselberg-Hainich) verso Gotha. Il tracciato attraverso la valle della Hörsel divenne solo con l'ampliamento delle strade a lato della valle utilizzabile tutto l'anno. Da Sättelstädt la via conduceva ancora bene nella zona con strade riconoscibili a Mechterstädt, Teutleben (Hörsel), Aspach e Neufrankenroda (Hörsel) fino a Krahnberg ad est di Gotha e oltre nella città, dove essa incontrava il "Brühler Tor" in Bertha-von-Suttner-Platz, all'uscita nord-ovest della città medievale. Di qui essa seguiva attraverso le attuali Brühl, Hauptmarkt, Marktstraße, Neumarkt ed Erfurter Straße fino al "Siebleber Tor", l'uscita ovest della città.
Da Gotha la strada conduceva, attraverso Siebleben (Gotha), Tüttleben, Gamstädt e Frienstedt (Erfurt), verso Erfurt, che dalla Lauentor attraversava la piazza del duomo, la via del Mercato, il ponte dei bottegai e la "chiesa dei Mercanti", verso est. Si dirigeva quindi a nord passando da Ettersberg oltre Eckartsberga verso Naumburg e poi ancora oltre Weißenfels, verso Lipsia.

#### Lipsia–Slesia
Inoltre, verso est, la strada proseguiva da Lipsia oltre Eilenburg o Grimma verso 
Oschatz, Großenhain, Königsbrück, Kamenz, Bautzen, Löbau, Görlitz o Zittau, Lauban, Naumburg, Bunzlau, Haynau, Liegnitz, Neumarkt verso Breslavia. Essa aveva dei prolungamenti ad est verso Cracovia. Oltre alla "Strada Alta" si svilupparono strade contigue, che con la medesima percorrevano l'Oberlausitz. Particolarmente la Niederstraße (la latina via regia Lusatiae inferioris) offriva un'alternativa, per evitare i dazi. Però sorse un sistema di punti di accompagnamento per garantire l'osservanza delle vie obbligate. L'aggiramento dei punti di accompagnamento era punito da forti sanzioni, che potevano arrivare fino alla confisca delle merci.

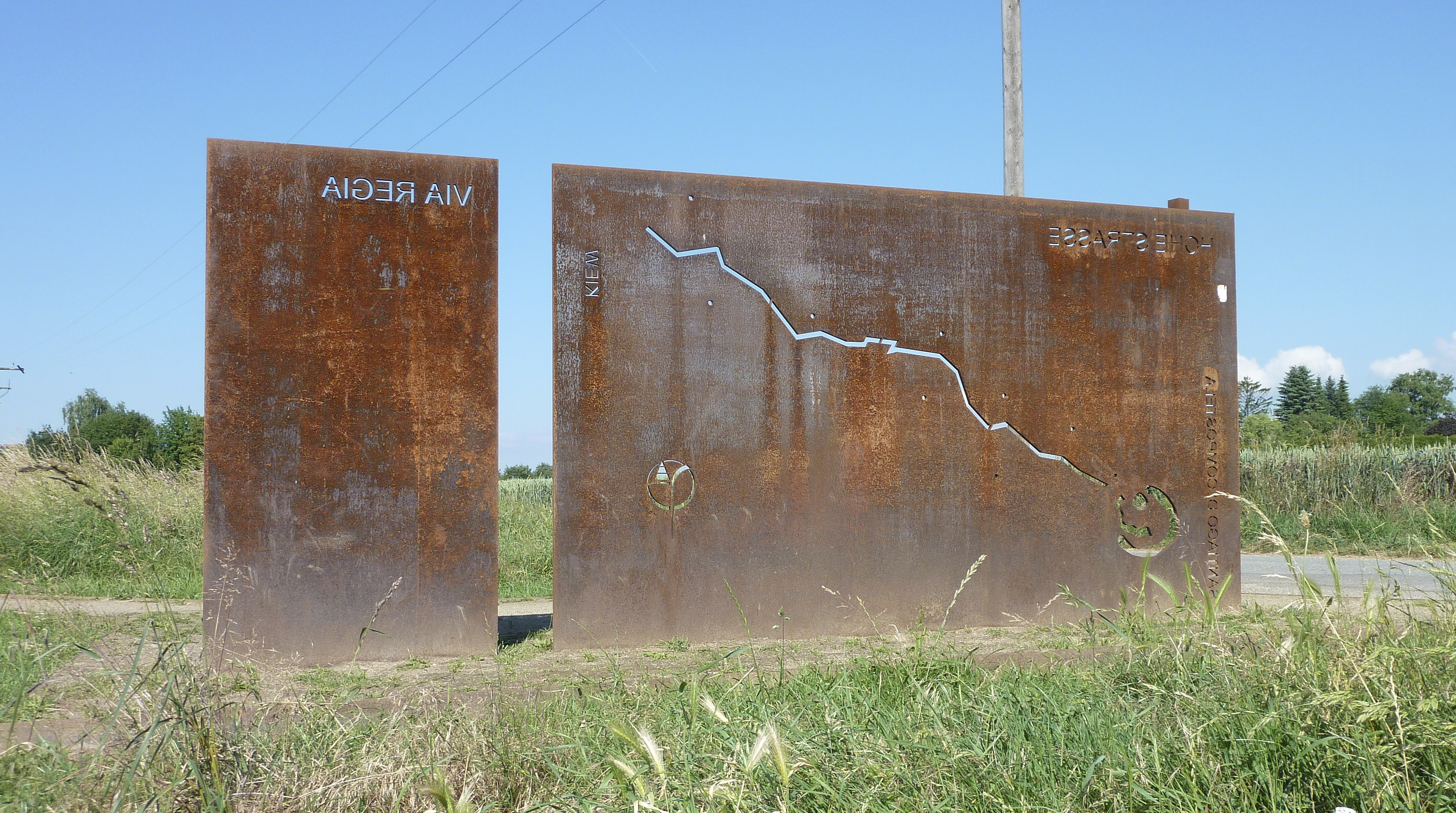
Scultura da una piastra in acciaio allEntrée Hohe Straße a Francoforte sul Meno

## LaVia Regiaoggi
A Francoforte sul Meno, nel quartiere orientale di Bergen-Enkheim, una piazza arredata artisticamente, la Entrée Hohe Straße ricorda il ramo della Via Regia/"Strada Alta" che passava di lì. Lì di fronte vi sono molte Stele, lapidi commemorative e tavole esplicative, che danno informazioni sul percorso e la storia di questo tratto di strada.